# Condado de Harrison (Indiana)
El condado de Harrison (en inglés: Harrison County), fundado en 1808, es uno de 92 condados del estado estadounidense de Indiana. En el año 2000, el condado tenía una población de 34 325 habitantes y una densidad poblacional de 27 personas por km². La sede del condado es Corydon. El condado recibe su nombre en honor a John Harrison. 

## Geografía
Según la Oficina del Censo, el condado tiene un área total de 1261 km², de la cual 1256 km² es tierra y 5 km² (0.20%) es agua.

### Condados adyacentes
- Condado de Washington (norte)
- Condado de Floyd (este)
- Condado de Jefferson, Kentucky (sureste)
- Condado de Hardin, Kentucky (sur)
- Condado de Meade, Kentucky (suroeste)
- Condado de Crawford (oeste)

## Demografía
Según la Oficina del Censo en 2007, los ingresos medios por hogar en el condado eran de $43 423 y los ingresos medios por familia eran $48 542. Los hombres tenían unos ingresos medios de $33 735 frente a los $24 897 para las mujeres. La renta per cápita para el condado era de $19 643. Alrededor del 6.40% de la población estaban por debajo del umbral de pobreza.

## Municipalidades
| Pueblo         | Municipio  | Población | Fundación |
| -------------- | ---------- | --------- | --------- |
| Corydon        | Harrison   | 2715      | 1808      |
| Crandall       | Jackson    | 131       | 1872      |
| Elizabeth      | Posey      | 137       | 1812      |
| Laconia        | Boone      | 29        | 1837      |
| Lanesville     | Franklin   | 614       | 1821      |
| Mauckport      | Heth       | 83        | 1827      |
| Milltown       | Blue River | 932*      | 1827      |
| New Amsterdam  | Washington | 1         | 1815      |
| New Middletown | Webster    | 77        |           |